# Paradies (Architektur)

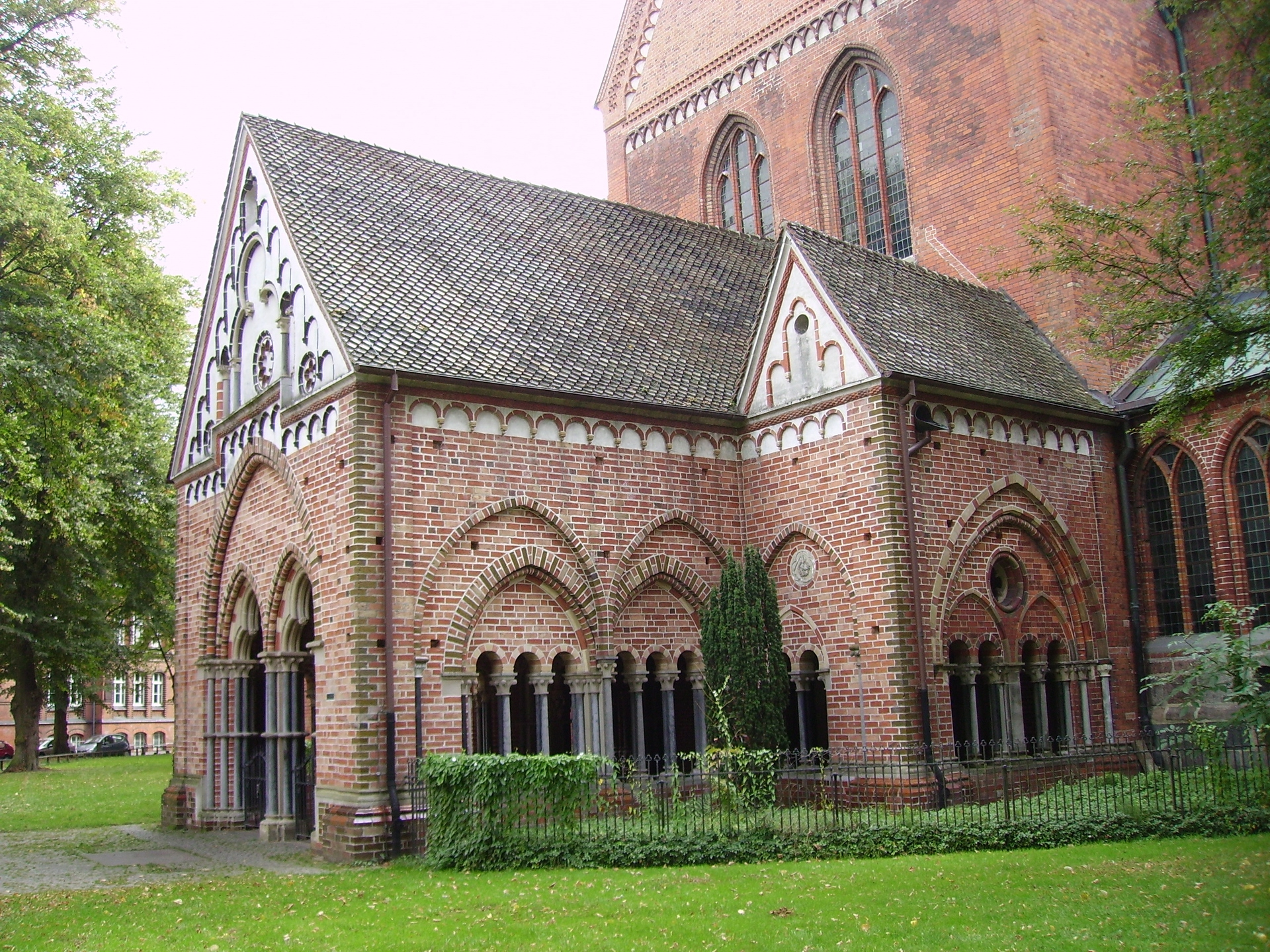
Paradiesvorhalle am Lübecker Dom

Das Paradies (Paradiesvorhalle) bezeichnet in der Architektur bestimmte Vorhallen an mittelalterlichen Kirchen.

## Begriff, geschichtliche Entwicklung
Die Bezeichnung Paradies geht auf den Gottesgarten Eden zurück. Im architektonischen Zusammenhang taucht der Begriff zunächst im persischen Wort paradaiza auf und bedeutet umzäunter, geweihter, heiliger Bezirk. Vermutlich haben schon orientalische Tempelhöfe diesen Namen getragen. Spätestens seit dem 7. Jahrhundert wurde das einer Kirche westlich vorgelagerte Atrium gleichbedeutend als Paradies bezeichnet. Im 8. /9. Jahrhundert ist die Bezeichnung Paradies für Atrium durch den Liber Pontificalis und den St. Galler Klosterplan als plana paradisi und campus paradisiacus bezeugt. Bauweise und Funktion waren vielfältig. Frühe Anlagen hatten die Form atriumartiger Vorhöfe (so noch Maria Laach, 13. Jahrhundert). Sie dienten für Prozessionen, als Bestattungsort und boten Asylsuchenden einen Zufluchtsort.

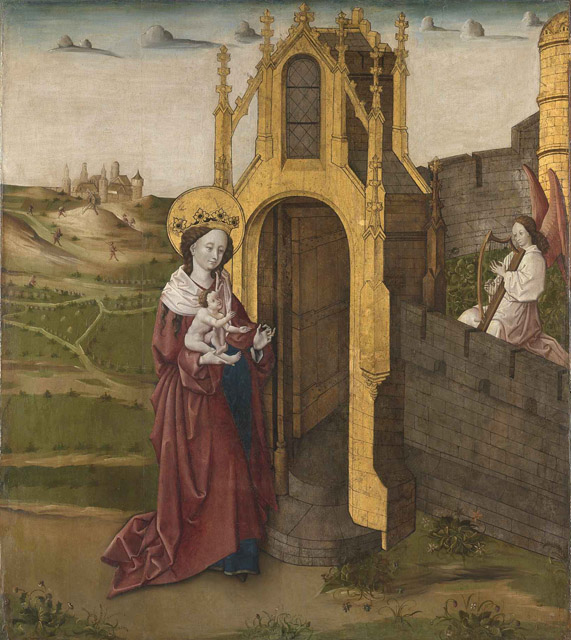
Die Gottesmutter vor der geöffneten Paradiespforte (Tafelgemälde um 1450, Staatliche Kunsthalle Karlsruhe)

Zusätzlich zum Atrium werden als Paradies bezeichnet auch die dreischiffigen Vorkirchen der burgundischen Cluniazenserkirchen Burgund Cluny III (1135), Paray-le-Monial (11. Jahrhundert) und die dreiteiligen, ein Joch tiefen Vorhallen der Zisterzienserkirchen (Pontigny, gegen 1170; Maulbronn, Ende 12. Jahrhundert) sowie ähnliche Vorhallen an Domen (Mainz, Straßburg, Merseburg, Fritzlar), die liturgischen Prozessionen dienten. Das zugehörige Westportal der Kirchen wird entsprechend auch Paradiespforte genannt.
In gotischer Zeit entstanden Paradiesvorhallen auch vor den Eingängen an den Langhausseiten von Kirchen, wo sie bevorzugt zu Marienportalen führten (Dome in Magdeburg, Münster, Paderborn, Lübeck, Hildesheim). Manche werden bis heute als Brautportale bezeichnet, was auf den Ort der kirchlichen Eheschließung zurückgeht, wozu Vorhallen bis zur Reformation und zum Teil darüber hinaus genutzt wurden.
Nachmittelalterlich wurde, vor allem an kleineren Kirchen, statt der Paradiesvorhalle nur ein kleines, mit Satteldach gedecktes Brauthaus vor den Eingang gesetzt.
Das Grimmsche Wörterbuch beschrieb Funktion und Wortherkunft 1886 so: „der zuweilen mit gartenanlagen versehene (auch zum begräbnisplatz der geistlichen dienende) vorhof einer kirche sowie der klostergarten und der begräbnisplatz für die klostergeistlichen hiesz mlat. paradisus und darnach deutsch paradies.“

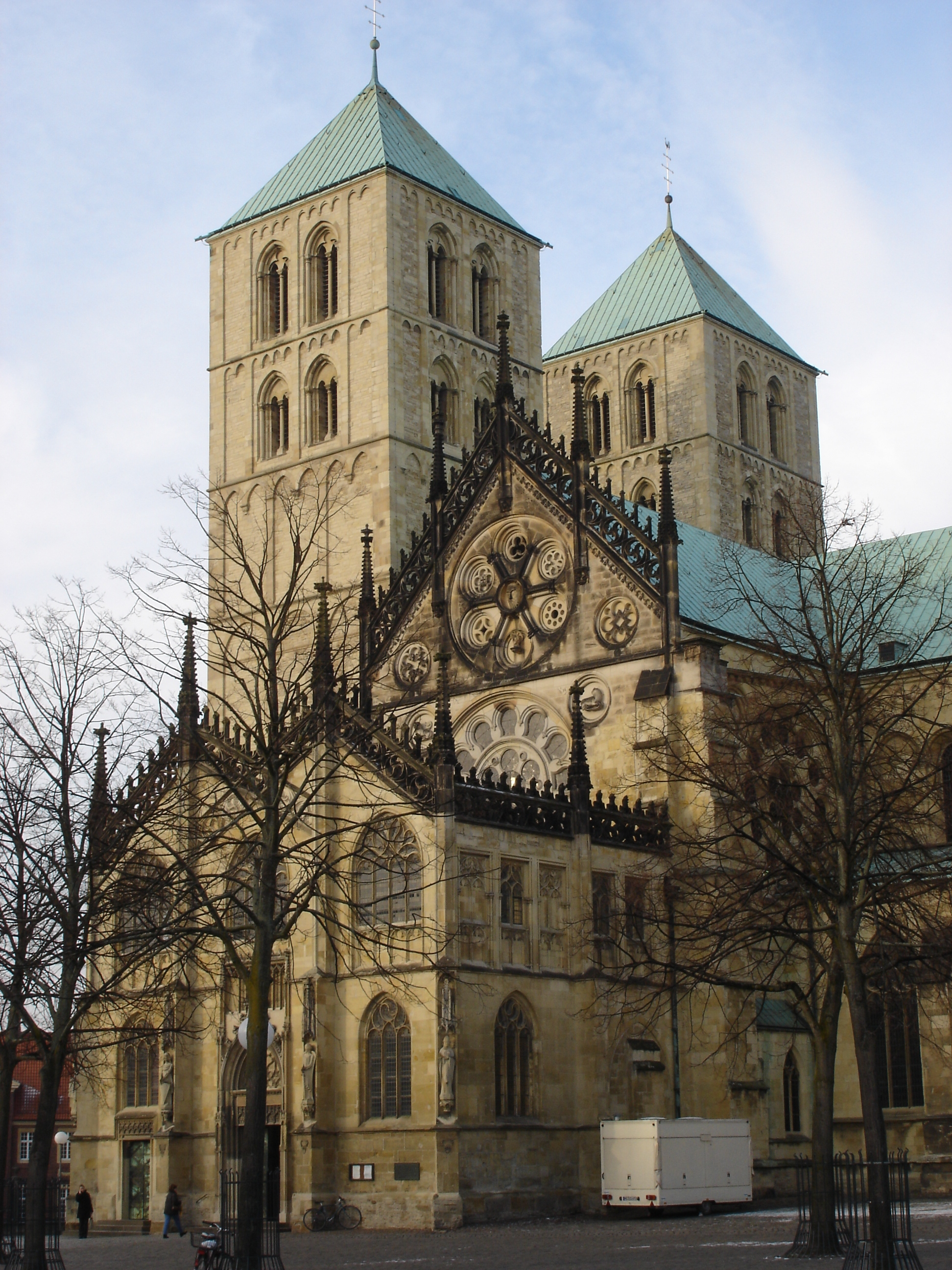
Paradiesvorhalle am St.-Paulus-Dom, Münster
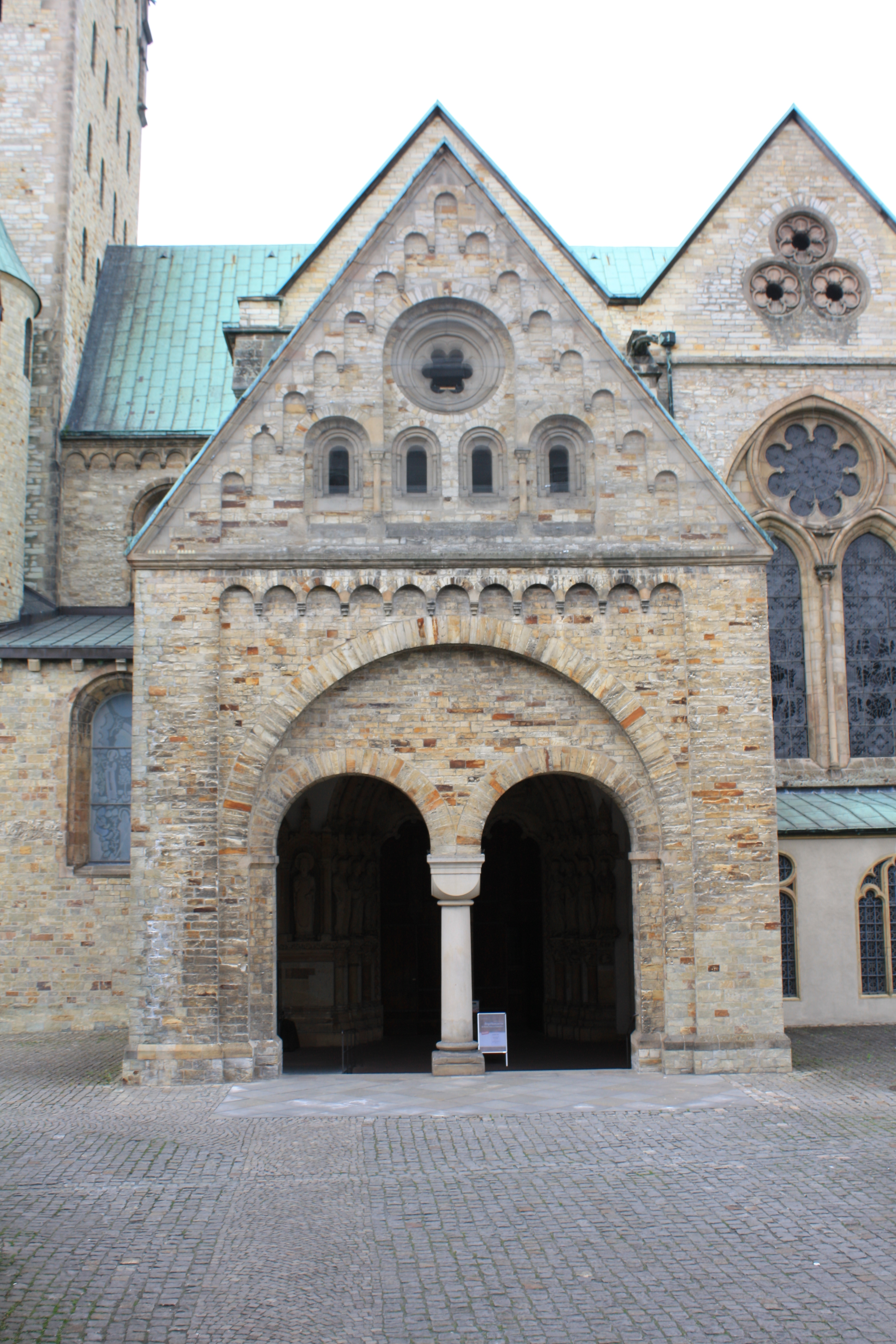
Paradies am Paderborner Dom
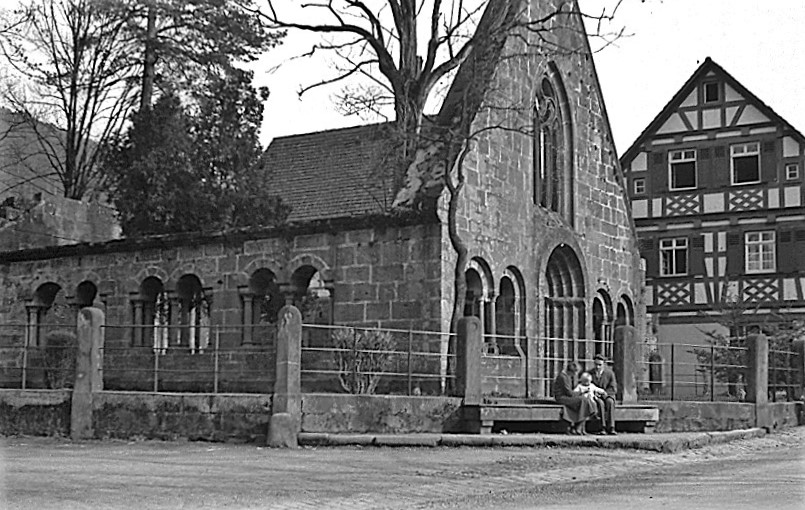
Ruine der Paradiesvorhalle des Klosters Herrenalb
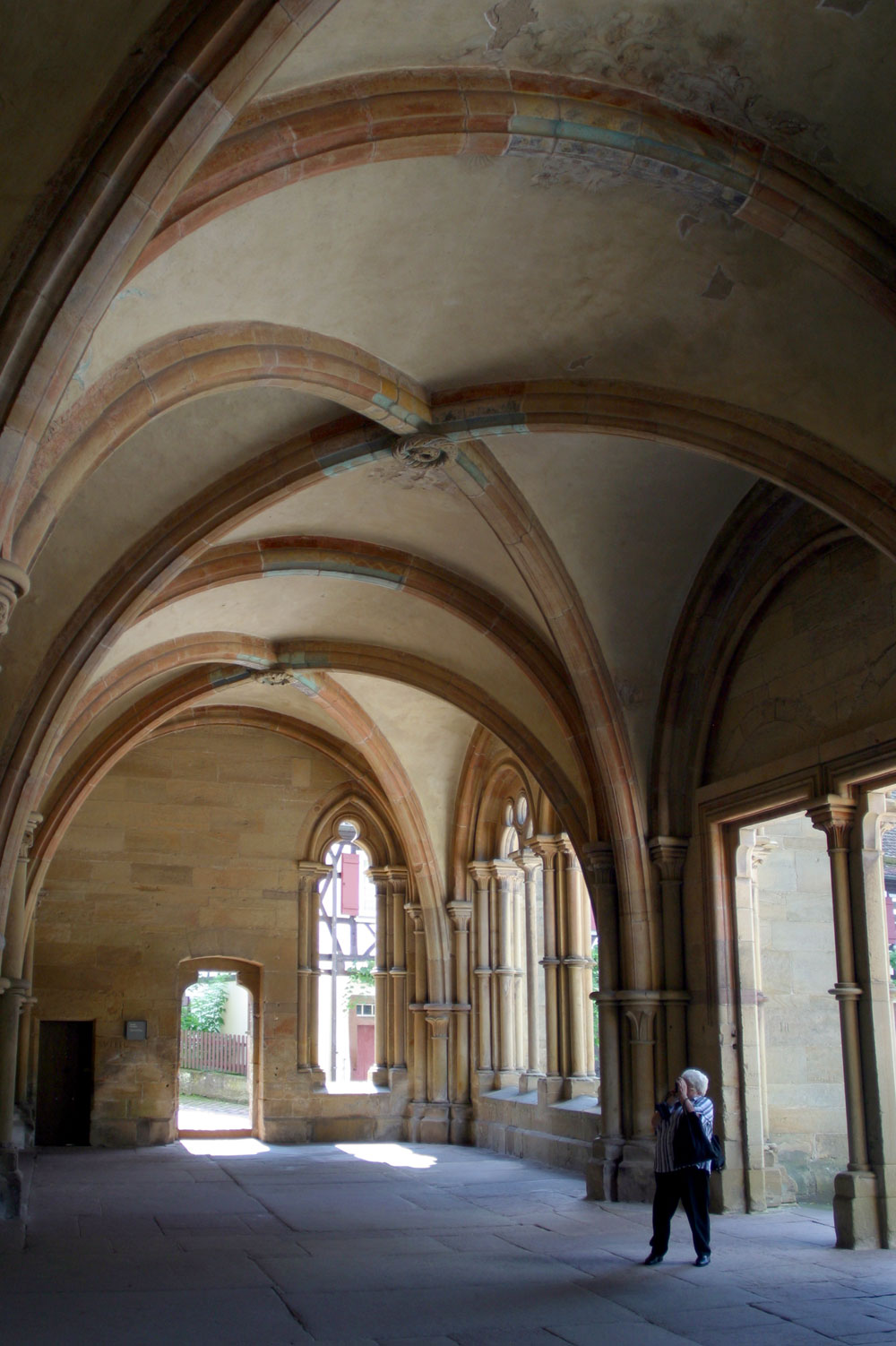
Inneres des Paradies von Kloster Maulbronn
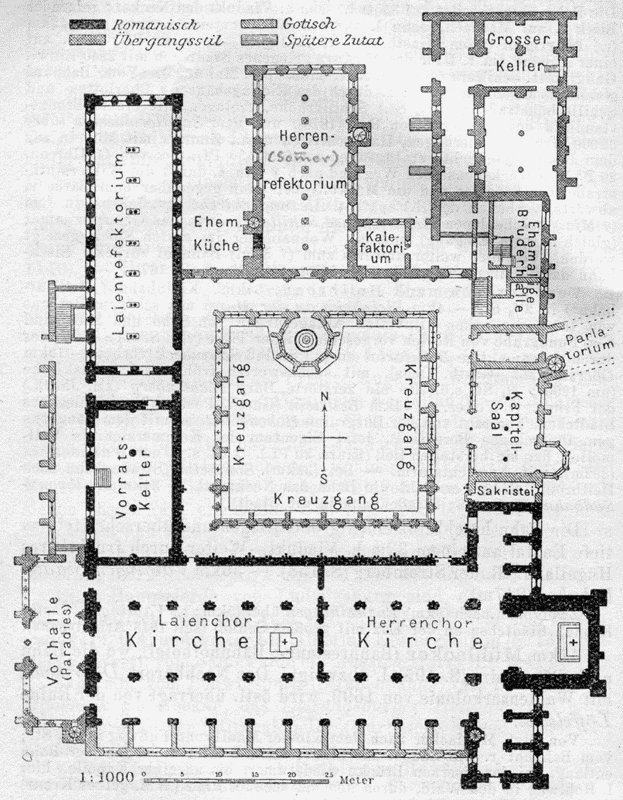
Lageplan Kloster Maulbronn; Paradiesvorhalle links unten vor der Westfassade der Kirche
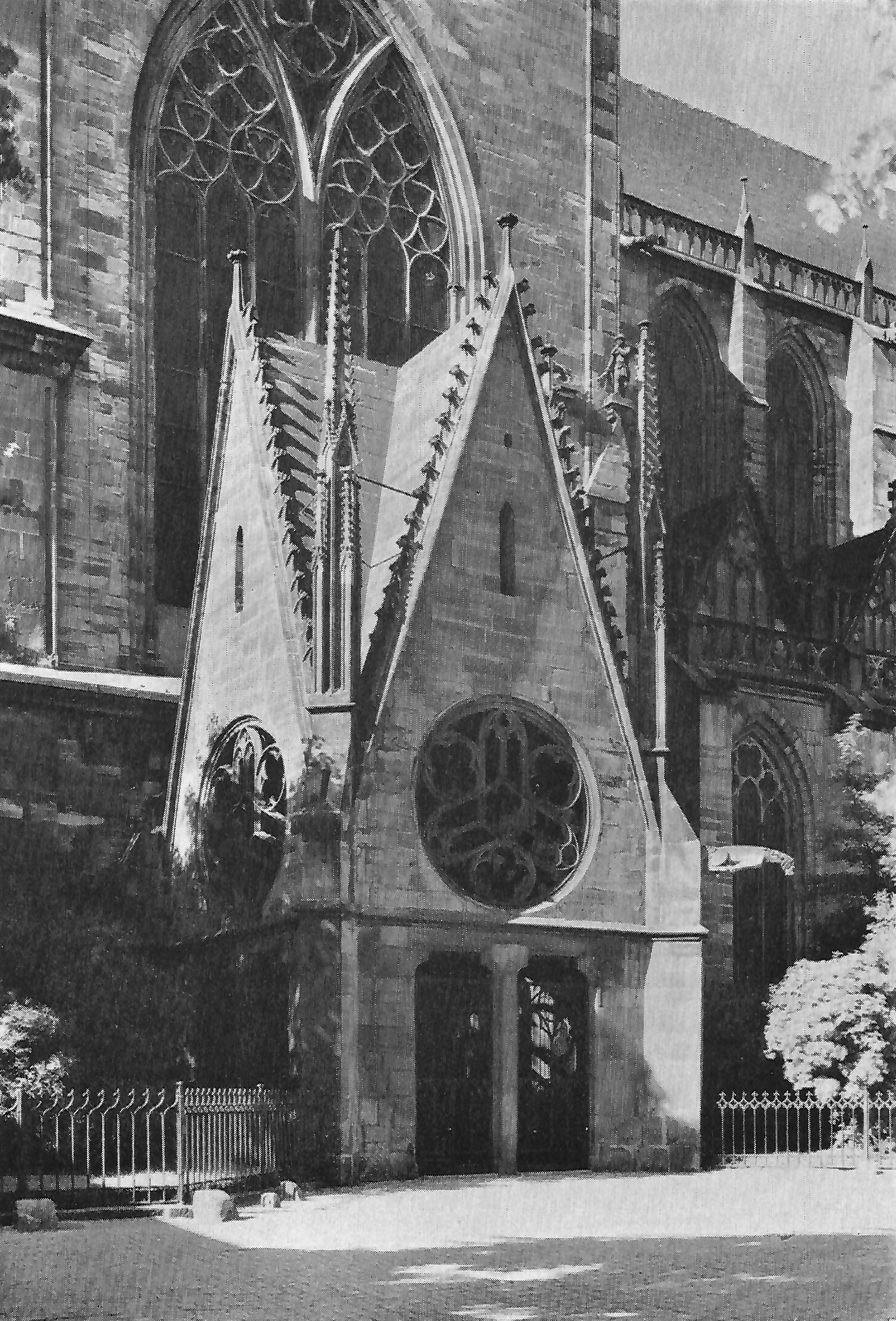
Paradisvorhalle am Nordquerhaus des Magdeburger Doms
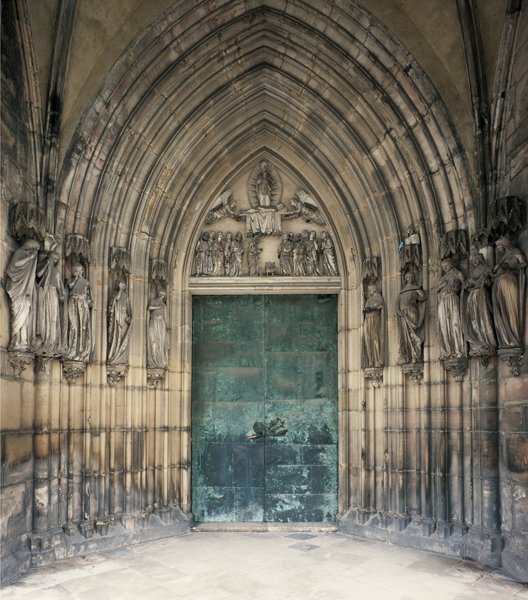
Paradiespforte am Magdeburger Dom

## Sonstiges
Als Paradies wurde spottweise auch die oberste Galerie im Zuschauerraum eines Theaters bezeichnet.